# الجديدة (القرداحة)
قرية الجديدة هي قرية من قرى محافظة اللاذقية في سوريا، تقع على هضبة في سهل ساحلي في منتصف المسافة بين ناحيتي كلماخو والفاخورة وتتبع إدارياً لناحية كلماخو.

## التضاريس والمناخ
تقع الجديدة على هضبة في الساحل السوري ويتخللها واد من الغرب مفتوح حتى شط البحر (خط نظر 10 كم عن شط البحر) وتشكّل بداية القرى الغربية في سلسلة الجبال الساحلية، تتراوح ارتفاعاتها بين 150 و 200 م عن سطح البحر كما يُمكن الوصول إليها إما عن طريق الفاخورة أو عن طريق كلماخو. الطقس فيها معتدل بشكل عام في فصلي الصيف والشتاء.

## المياه
تشتهر الجديدة بنبع مياه (عين) دائم الجريان صيفاً وشتاءً ويشكّل ساقية اسمها نهر الجديدة عليه طواحين مائية قديمة، تشتهر ببرودة مائها صيفاً ودفئها شتاءً وكانت المصدر الرئيسي للشرب وسقاية المزروعات سابقاً، أمّا حاليّاً تم وصل خط ري لري الأراضي الزراعية في القرية وتم سحب قسم من مياه النبع لتوزيعه على القرى المجاورة.

## الزراعة

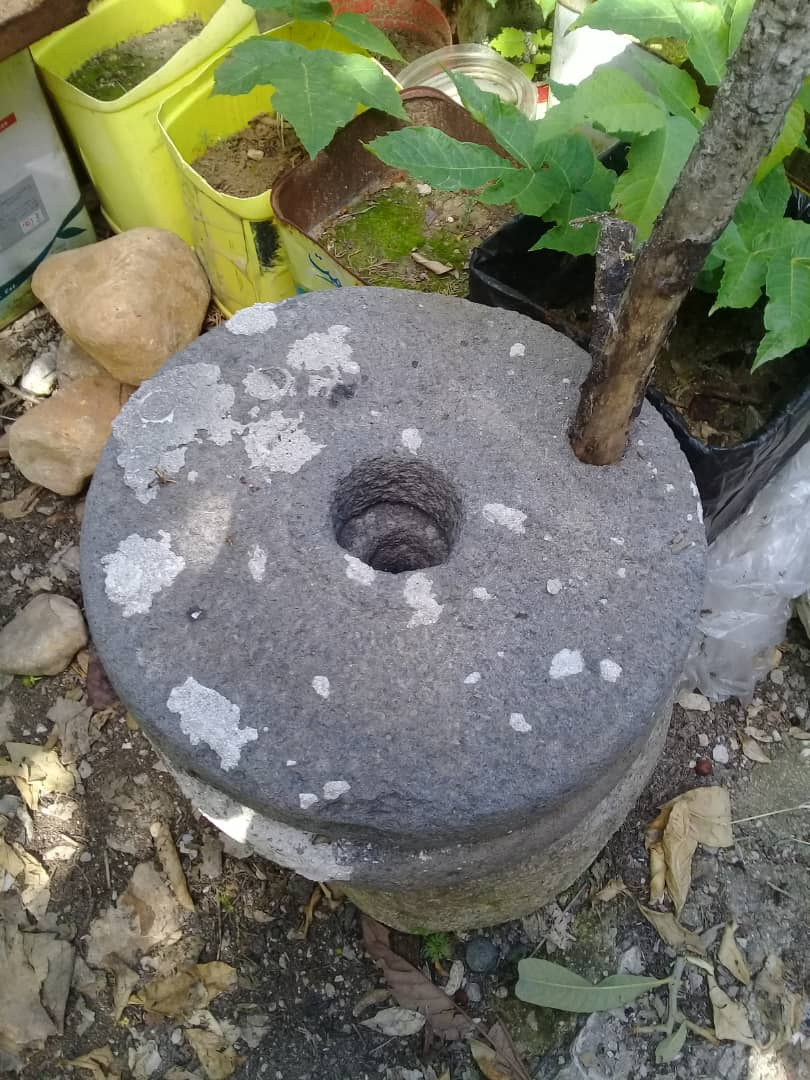
رحى حجرية - قرية الجديدة - اللاذقية - سوريا

بما أن الطبيعة السهليّة هي ما يميز تضاريس الجديدة لذلك فإن محاصيلها الحاليّة تتنوع بين الدخان، الزيتون، الجوز، اللوزيات، أشجار الكرمة، أشجار الليمون والبرتقال بأنواعه وغيرها من الأشجار المثمرة، كما يزرع السكان بعض المحاصيل والخضار للاستهلاك المنزلي كالفليفلة والباذنجان والكوسا والفول...

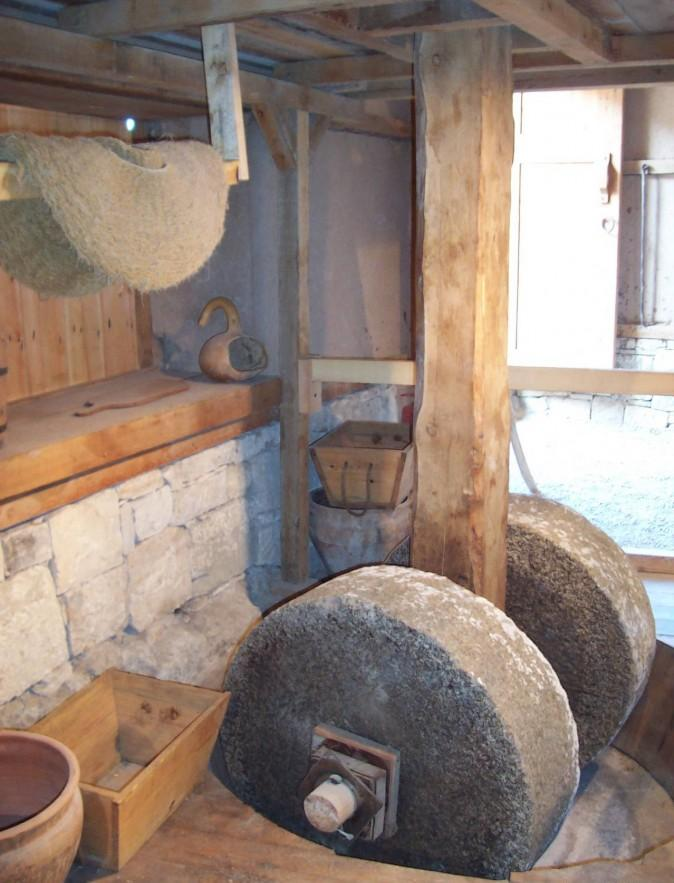
آلة إنتاج زيت الزيتون بالقرب من أورلا، أزمير، تركيا)، وتسمى في قرى اللاذقية الباطوز

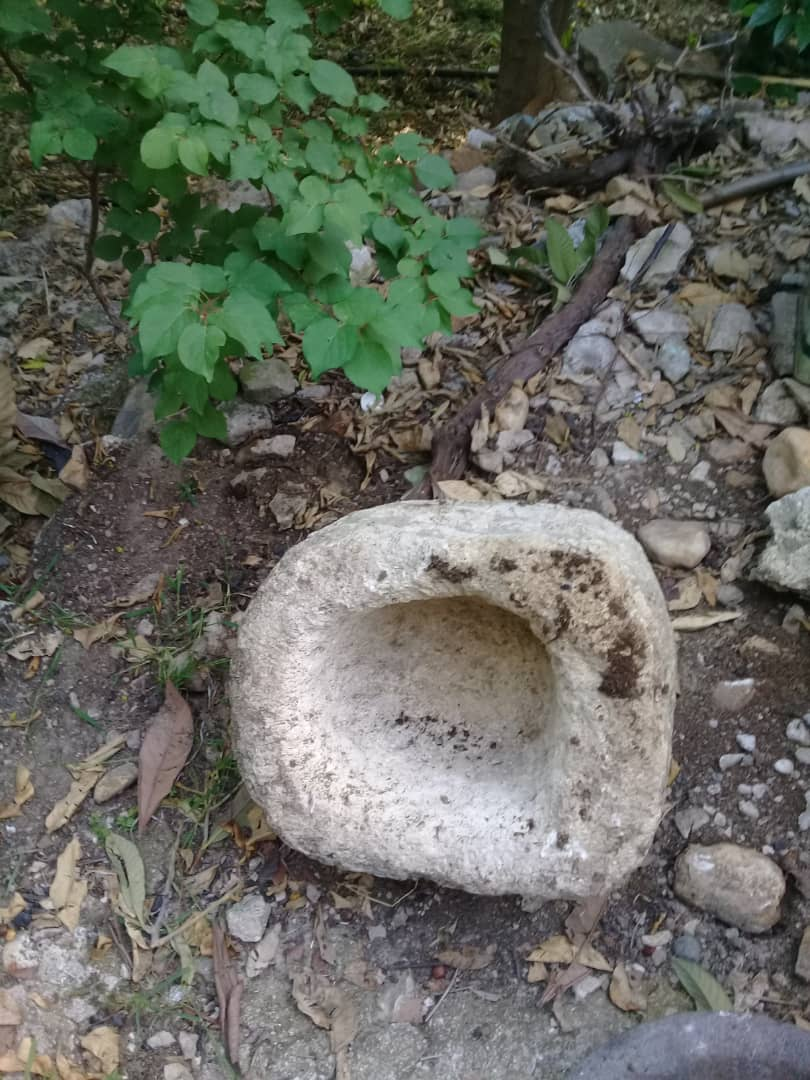
جرن حنطة - قرية الجديدة - اللاذقية - سوريا

ولكن في بدايات القرن العشرين لم يكن هناك زراعات تذكر غير الذرة والتين والـقمح وكانت لا تلبي حاجات القرية، كما أن تاريخ الزراعة يشير إلى أن زراعة التوت كانت رائجة في مرحلة ما قبل القرن العشرين في الجبال الساحلية وذلك من أجل دودة القز والحرير.

### الزيتون
زُرع الزيتون قديماً في المنطقة ويشهد على ذلك وجود باطوز قرب عين ماء القرية وظل الباطوز يستخدم إلى وقت قريب جداً.

### الدخان
الاسم العلمي له هو التبغ، وتشير الدراسات إلى أن زراعته بدأت في منطقة اللاذقية في نهاية القرن الثامن عشر وبداية القرن التاسع عشر، ففي عام 1874 أسس تجار مدينة اللاذقية شركة «مؤسسة تبغ اللاذقية» وأعلنت الدولة العثمانية حصر التبغ في المدينة، ثم أسست «خان الدخان» عام 1892 ليكون مقراً للشركة، وقد غدا الخان مقر الحاكم العسكري الفرنسي ثم متحف المدينة الوطني بعد الاستقلال.
وقد انتشر الدخان بقوة أثناء الاحتلال الفرنسي للمنطقة وأصبح أكثر تنظيماً وأصبح هناك مؤسسة خاصة تحتكر تسويقه تسمى الريجي (Régie) وهي كلمة فرنسية تعني إدارة حصر، وكلمة كمسيون (commission) وتعني لجنة الشراء.